# 凯克研究所
凱克研究所是一所位於加利福尼亚州克莱蒙特的私立大學研究所，1997年由亨利·里格斯創立，是克萊蒙特諸校成员里最新的一所學校。

## 歷史
哈维穆德学院校長亨利·里格斯，他認為缺乏訓練有素、將新科學發現轉化為實際應用的科學家。於是在1997設立了凯克应用生命科学研究所，自己成為第一任校長，任期至2003年
建立凯克应用生命科学研究所作為克萊蒙特第七所學院時遭到一些反對，特別是其他克萊蒙特學院教授反對其缺乏终身教授，以及反對在伯纳德生物野外站（Robert J. Bernard Field Station）旁邊未開發的灌木叢林地建造校園的環保人士。
WM凱克基金會向該研究所捐贈5000萬美元，在2002年授予了一個生物技术碩士。
2003年謝爾登·舒斯特成了第二任校長，舒斯特是一名生物化學家，曾任佛羅里達大學生物技術研究計劃主任。

## 學術界

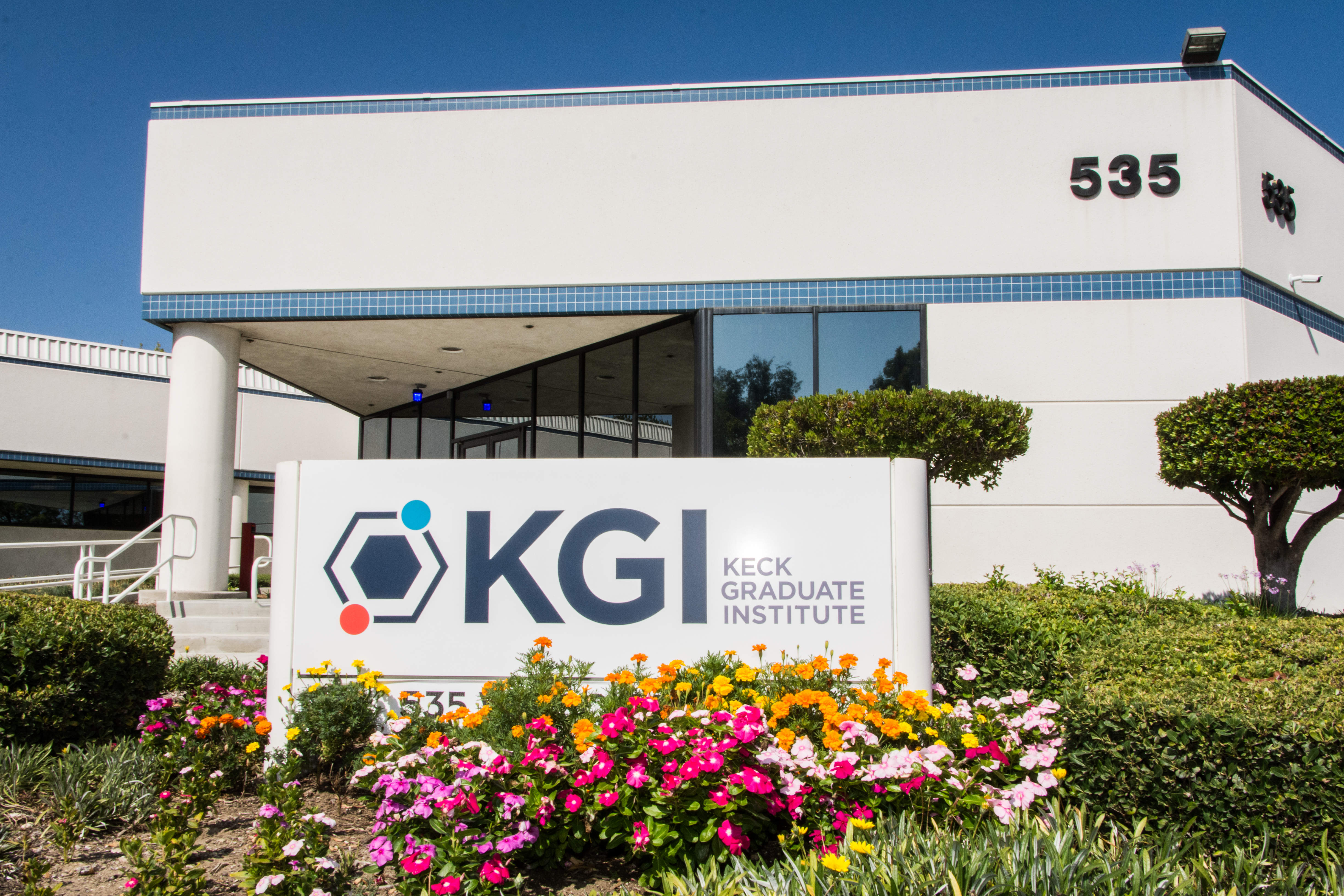
凯克应用生命科学研究所

凱克研究所獲得西部学校和学院协会和大學認證委員會認證。
藥學院獲得藥學教育認證委員會 (ACPE)。
凱克應用生命科學研究所的學術課程分為兩個學院，應用生命科學學院和藥學院。此外，凱克應用生命科學研究所提供四年制本科課程。

## 研究中心
凱基保有四個研究中心：罕見疾病治療中心、生物標誌物研究中心、科學遺產中心和安进生物處理中心。安進是一家美國製葯公司，總部位於加州千橡市。

### 分公司
愛奧尼亞科技公司成立於2000年，是第一個凱基開發技術的分公司。愛奧尼亞專注於新興和傳染性疾病的分子診斷，並於2004年被授予開發使用恆溫擴增DNA的手持式生物檢測儀。

## 外部連結
- 官方网站
- 美國國家教育數據中心學院導航：凯克研究所34°05′34″N 117°43′23″W / 34.092796°N 117.723042°W